# محمد خده
محمد خده (بهعربی: محمد الخدة؛ انگلیسی: Mohammed Khadda؛ ۱۴ مارس ۱۹۳۰–۴ مه ۱۹۹۱) نقاش، مجسمه‌ساز و نویسنده اهل الجزایر بود. خده به عنوان یکی از بنیانگذاران نقاشی معاصر الجزایر و یکی از بسیار نمایندگان جنبش «نقاشان نشانه» شناخته شده‌است. او در سال ۱۹۶۰ شروع به کار کرد. او از کوبیسم و خوشنویسی عربی تأثیر پذیرفته بود. او به شیوه غیرتصویری یا انتزاعی گرایش داشت. وی نماینده نسلی از هنرمندان الجزایری بود که ایده‌های میراث خوشنویسی و زبان رسمی نگارش رسمی غربی را با استفاده از انتزاع غربی در دهه ۱۹۵۰ با هم ترکیب کردند.